# Association des fédérations internationales olympiques des sports d'été
L'Association des fédérations internationales olympiques des sports d'été (en anglais, Association of Summer Olympic International Federations, ASOIF), est une association à but non lucratif regroupant les fédérations sportives internationales prenant part au programme des Jeux olympiques d'été. Son siège se situe à Lausanne, en Suisse, ville où se trouve également le siège du Comité international olympique (CIO).
Les membres de l'ASOIF se réunissent une fois par an en Assemblée Générale. L'assemblée générale précède généralement la réunion conjointe entre la commission exécutive du Comité international olympique et les fédérations internationales, où une multitude de sujets sont discutés dans l'intérêt commun du mouvement olympique.

## Histoire
Le 30 mai 1983, les 21 fédérations internationales régissant les sports inscrits au programme des Jeux olympiques d'été de 1984 décident de former l'Association des fédérations internationales olympiques des sports d'été. Elle a pour but de « coordonner et défendre les intérêts communs de ses membres » et d'« assurer une coopération étroite entre ses membres, les membres du mouvement olympique et d'autres organisations ». Ces besoins ont été identifiés afin de préserver l'unité du mouvement olympique tout en maintenant « l'autorité, l'indépendance et l'autonomie des fédérations internationales membres ».
En 2015, le comité d'organisation des Jeux olympiques de Tokyo 2020 propose cinq nouveaux sports en réponse à la nouvelle flexibilité offerte par l'Agenda olympique 2020, la feuille de route stratégique du CIO pour l'avenir du mouvement olympique. L'Agenda olympique 2020 donne aux villes hôtes la possibilité de proposer de nouveaux sports et épreuves à inclure dans leur édition des Jeux. Le karaté, le skateboard, l'escalade sportive, le surf et le baseball/softball sont ajoutés au programme olympique de Tokyo 2020. L'ASOIF modifie alors ses statuts pour permettre aux fédérations internationales régissant des sports inclus dans le programme d'une édition spécifique des Jeux olympiques d'été de devenir membres associés.

## Dirigeants
L'ASOIF est administrée par un organe exécutif, le conseil, qui est composé d'un président et de six membres, tous issus de fédérations différentes. L'un des six membres est élu vice-président. Le président et tous les membres sont élus pour un mandat de 4 ans. Le directeur exécutif est nommé par le conseil sur proposition du président en tant que poste exécutif. Le directeur exécutif siège également au conseil, mais sans droit de vote.
Le 9 avril 2024, la 48e assemblée générale de l'ASOIF élit à l'unanimité le Belge Ingmar De Vos (en) nouveau président de l'association, à compter du 1er janvier 2025. Il succèdera à l'Italien Francesco Ricci Bitti (en), en poste depuis 2013.
| Désignation        | Nom                        | Pays        | Fédération sportive                      |
| ------------------ | -------------------------- | ----------- | ---------------------------------------- |
| Président          | Francesco Ricci Bitti (en) | Italie      | International Tennis Federation          |
| Vice-président     | Uğur Erdener               | Turquie     | World Archery Federation                 |
| Membres du conseil | Sebastian Coe              | Royaume-Uni | World Athletics                          |
| Membres du conseil | Ingmar De Vos (en)         | Belgique    | Fédération équestre internationale       |
| Membres du conseil | Nenad Lalović (en)         | Serbie      | United World Wrestling                   |
| Membres du conseil | Petra Sörling              | Suède       | International Table Tennis Federation    |
| Membres du conseil | Morinari Watanabe (en)     | Japon       | Fédération internationale de gymnastique |
| Directeur exécutif | Andrew Ryan                | Royaume-Uni |                                          |

## Fédérations membres
En avril 2024, l'Association des fédérations internationales olympiques des sports d'été compte 30 fédérations internationales membres à part entière et deux fédérations internationales membres associés.
En juin 2023, le CIO décide de retirer sa reconnaissance à l'International Boxing Association (IBA), tout en maintenant la boxe au programme des Jeux de Paris 2024. C'est la première fois qu'une Fédération internationale est retirée du Mouvement olympique par le CIO. En avril 2024, l'Assemblée générale de l'ASOIF exclu à son tour l'IBA, à la suite de la décision du TAS du 2 avril 2024, rejetant l'appel de l'IBA contre la décision du CIO de lui retirer sa reconnaissance en tant que fédération internationale pour la boxe olympique. Auparavant, l'ASOIF avait déjà suspendu les droits de membre titulaire de l'IBA.
| Sports olympiques                                     | Fédération internationale                         | Sigle | Fondation | Président                      |
| ----------------------------------------------------- | ------------------------------------------------- | ----- | --------- | ------------------------------ |
| Athlétisme                                            | World Athletics                                   | WATH  | 1912      | Sebastian Coe                  |
| Aviron                                                | Fédération internationale des sociétés d'aviron   | FISA  | 1892      | Jean-Christophe Rolland        |
| Badminton                                             | Badminton World Federation                        | BWF   | 1934      | Poul-Erik Høyer Larsen         |
| Basket-ball, basket-ball à trois                      | Fédération internationale de basket-ball          | FIBA  | 1932      | Sheikh Saud Ali Al Thani (en)  |
| Canoë-kayak                                           | International Canoe Federation                    | ICF   | 1946      | Thomas Konietzko               |
| Cyclisme                                              | Union cycliste internationale                     | UCI   | 1900      | David Lappartient              |
| Équitation                                            | Fédération équestre internationale                | FEI   | 1921      | Ingmar De Vos                  |
| Escalade                                              | International Federation of Sport Climbing        | IFSC  | 2007      | Marco Maria Scolaris           |
| Escrime                                               | Fédération internationale d'escrime               | FIE   | 1913      | Emmanuel Katsiadakis (intérim) |
| Football                                              | Fédération internationale de football association | FIFA  | 1904      | Gianni Infantino               |
| Golf                                                  | International Golf Federation                     | IGF   | 1958      | Annika Sörenstam               |
| Gymnastique                                           | Fédération internationale de gymnastique          | FIG   | 1881      | Morinari Watanabe              |
| Handball                                              | International Handball Federation                 | IHF   | 1946      | Hassan Moustafa                |
| Haltérophilie                                         | International Weightlifting Federation            | IWF   | 1905      | Mohamed Hassan Jaloud          |
| Hockey sur gazon                                      | Fédération internationale de hockey               | FIH   | 1924      | Tayyab Ikram                   |
| Judo                                                  | International Judo Federation                     | IJF   | 1951      | Marius Vizer                   |
| Lutte                                                 | United World Wrestling                            | UWW   | 1912      | Nenad Lalović                  |
| Natation, natation synchronisée, plongeon, water-polo | World Aquatics                                    | WAQU  | 1908      | Husain Al Musallam             |
| Pentathlon moderne                                    | Union internationale de pentathlon moderne        | UIPM  | 1948      | Klaus Schormann                |
| Rugby à sept                                          | World Rugby                                       | WR    | 1886      | Bill Beaumont                  |
| Skateboard                                            | World Skate                                       | WSK   | 1924      | Sabatino Aracu                 |
| Surf                                                  | International Surfing Association                 | ISA   | 1964      | Fernando Aguerre               |
| Taekwondo                                             | World Taekwondo                                   | WT    | 1973      | Choue Chung-won                |
| Tennis                                                | International Tennis Federation                   | ITF   | 1913      | David Haggerty                 |
| Tennis de table                                       | International Table Tennis Federation             | ITTF  | 1926      | Petra Sörling                  |
| Tir                                                   | International Shooting Sport Federation           | ISSF  | 1907      | Luciano Rossi                  |
| Tir à l'arc                                           | World Archery Federation                          | WA    | 1931      | Uğur Erdener                   |
| Triathlon                                             | World Triathlon                                   | TRI   | 1989      | Marisol Casado                 |
| Voile                                                 | World Sailing                                     | WS    | 1907      | Quanhai Li                     |
| Volley-ball, beach-volley                             | Fédération internationale de volley-ball          | FIVB  | 1947      | Ary Graça Filho                |
| Membres associés                                      |                                                   |       |           |                                |
| Baseball, softball                                    | World Baseball Softball Confederation             | WBSC  | 2013      | Riccardo Fraccari              |
| Boxe anglaise                                         | World Boxing                                      | WB    | 2023      | Boris van der Vorst            |
| Breaking                                              | World DanceSport Federation                       | WDSF  | 1957      | Shawn Tay                      |